# Ceramida malacensis
Ceramida malacensis é uma espécie de insetos coleópteros polífagos pertencente à família Melolonthidae.
A autoridade científica da espécie é Rambur, tendo sido descrita no ano de 1843.
Trata-se de uma espécie presente no território português.